# 벵골 술탄국
벵골 술탄국(벵골어: শাহী বাংলা, 페르시아어: سلطنت بنگال)은 14세기에서 16세기 사이에 벵골 지역에 존재했던 중세 후기 술탄국이다. 벵골 술탄국은 갠지스-브라흐마푸트라 삼각주 지역의 지배 세력이었으며, 이 지역 전역에 조폐망을 형성하고 있었다. 벵골 술탄국은 남서쪽의 오디샤, 남동쪽의 아라칸, 동쪽의 트리푸라를 포함하여 여러 봉신국을 거느렸다.
벵골 술탄국은 다섯 왕조 기간 동안 동부 아대륙의 대부분을 지배했으며, 후세인 샤히 왕조 때 전성기를 맞았다. 북쪽의 네팔, 동쪽의 브라마푸트라 계곡(오늘날의 아삼주), 서쪽의 자운푸르와 바라나시까지 공격과 정복이 이루어졌다. 번성하는 무역 국가이자 아시아에서 가장 강력한 국가 중 하나로 명성을 떨쳤다. 훗날 수르 제국의 부재로 쇠퇴가 시작되었고, 이후 무굴 제국의 정복과 군소 왕국들의 붕괴로 이어졌다. 벵골 술탄국은 벵골인, 튀르크-페르시아안, 인도-아프간인, 아비시니아인 엘리트들로 구성된 수니파 무슬림 군주국이었다. 가장 유명한 왕조는 일리아스 샤히, 가네샤 왕조, 후세인 샤히 왕조였다. 제국은 비 무슬림 공동체가 평화롭게 공존하는 종교적 다원주의로 유명했다. 페르시아어가 주요 공식, 외교, 상업 언어로 사용되었지만 벵골어가 처음으로 공용어로 궁정에서 인정을 받은 것은 벵골 술탄 치하에서였다. 벵골 술탄국의 도시들은 역사적인 다카가 주조된 조폐소들로 불린다. 이 도시들은 웅장한 중세 건물로 장식되어 있다. 1500년에 왕실의 수도였던 가우르는 세계에서 다섯 번째로 인구가 많은 도시였다. 다른 주목할 만한 도시로는 초기 왕실 수도였던 판두아, 경제 중심지 소나르가온, 이슬람 사원 도시 바게르하트, 항구이자 무역 중심지인 치타공 등이 있다. 벵골 술탄국은 해상 연결로와 육로 무역로를 통해 아시아, 아프리카, 인도양, 유럽의 여러 국가와 연결되었다. 벵골 술탄국은 벵골만 연안의 주요 무역 중심지였다. 벵골 술탄국은 세계 각지에서 온 이민자와 상인들을 끌어들였다. 벵골 선박과 상인들은 믈라카, 명나라, 몰디브 등 이 지역 전역과 교역했다.
벵골 술탄국은 현대 유럽과 중국 방문객들에게 번영한 왕국으로 묘사되었다. 벵골의 풍부한 상품으로 인해 이 지역은 "무역하기에 가장 부유한 나라"로 묘사되었다. 벵골 술탄국은 강력한 건축 유산을 남겼다. 이 시기의 건물들은 외국의 영향이 벵골 고유의 양식으로 융합된 모습을 보여준다. 벵골 술탄국은 또한 벵골 역사상 중세 무슬림이 통치하던 독립 국가 중 가장 크고 권위 있는 국가였다.

## 같이 보기
- 벵골 수바

### 인용주
1. ↑  Sultan Ghiyasuddin Azam Shah held his court in Sonargaon.

### 참조주
1. ↑  “Sonargaon”. 《Banglapedia》. 2017년 12월 18일에 원본 문서에서 보존된 문서. 2019년 6월 7일에 확인함.
2. ↑  Keat Gin Ooi (2004). 《Southeast Asia: A Historical Encyclopedia, from Angkor Wat to East Timor》. ABC-CLIO. 171쪽. ISBN 978-1-57607-770-2. 2023년 10월 22일에 원본 문서에서 보존된 문서. 2019년 10월 31일에 확인함.
3. ↑  Richard M. Eaton (1996년 7월 31일). 《The Rise of Islam and the Bengal Frontier, 1204–1760》. University of California Press. 64–쪽. ISBN 978-0-520-20507-9. 2023년 10월 22일에 원본 문서에서 보존된 문서. 2019년 10월 31일에 확인함.
4. ↑  Wink, André (2003). 《Indo-Islamic society: 14th – 15th centuries》. BRILL. ISBN 978-9004135611.
5. ↑  Uhlig, Siegbert (2003). 《Encyclopaedia Aethiopica》. 151쪽.
6. ↑  Embree, Ainslie (1988). 《Encyclopedia of Asian history》. Asia Society. 149쪽.
7. 1 2  “Gaur and Pandua Architecture”. 《Sahapedia》. 2020년 11월 13일에 원본 문서에서 보존된 문서. 2019년 9월 27일에 확인함.
8. ↑  “Evolution of Bangla”. 《The Daily Star》. 2019년 2월 21일. 2020년 9월 11일에 원본 문서에서 보존된 문서. 2019년 12월 31일에 확인함.
9. ↑  Saikia, Mohini Kumar (1978). 《Assam-Muslim Relation and Its Cultural Significance》. Luit Printers. 20쪽.
10. ↑  Safvi, Rana (2019년 3월 2일). “Once upon a fort: Gaur's Firoz Minar is still an imposing sight”. 《The Hindu》. 2019년 10월 31일에 원본 문서에서 보존된 문서. 2019년 9월 27일에 확인함.
11. ↑  “Bar chart race: the most populous cities through time”, 《Financial Times》, 2021년 11월 17일에 원본 문서에서 보존된 문서, 2019년 12월 31일에 확인함
12. ↑  Kapadia, Aparna (2019년 3월 30일). “Gujarat's medieval cities were once the biggest in the world – as a viral video reminds us”. 《Scroll.in》. 2020년 11월 8일에 원본 문서에서 보존된 문서. 2019년 12월 22일에 확인함.
13. ↑  Barbara Watson Andaya; Leonard Y. Andaya (2015년 2월 19일). 《A History of Early Modern Southeast Asia, 1400-1830》. Cambridge University Press. 114쪽. ISBN 978-0-521-88992-6. 2023년 10월 22일에 원본 문서에서 보존된 문서. 2019년 5월 29일에 확인함.